# Шестаково (Марий Эл)
 Шестаково  — деревня в Новоторъяльском районе Республики Марий Эл. Входит в состав Масканурского сельского поселения.

## География
Находится в северо-восточной части республики Марий Эл на расстоянии приблизительно 13 км по прямой на север-северо-запад от районного центра посёлка Новый Торъял.

## История
Известна с 1850 года как починок, когда здесь было 148 жителей, первыми поселенцами были выходцы из Вятской губернии по фамилии Шестаковы. В 1905 году здесь (Толмань Шестаково или Кожинцы) было 19 дворов. В 1999 году здесь насчитывалось жилых 2 дома и 2 дачных. В советское время работали колхозы «Воля», «Красное знамя», совхоз «Масканурский».

## Население
Население составляло 3 человека (русские 100 %) в 2002 году, 6 в 2010.